# Jezioro supraglacjalne

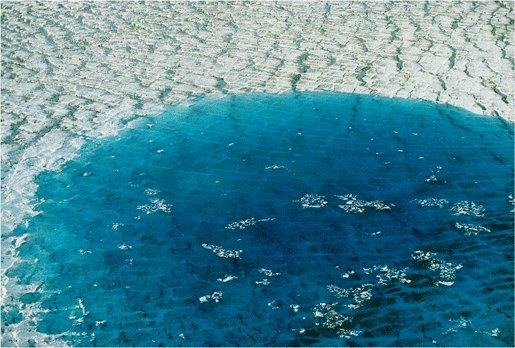
Jezioro supraglacjalne na lodowcu Beringa.

Jezioro supraglacjalne – rodzaj jeziora lodowcowego położonego w obniżeniu na powierzchni lodu lodowcowego i zanikającego w miarę jego topnienia. 